# Slagelse Wolfpack 2013
Questa voce raccoglie le informazioni riguardanti gli Slagelse Wolfpack nelle competizioni ufficiali della stagione 2013.

## Danmarksserien 2013

### Stagione regolare
| Slagelse 13 aprile 2013, ore 14:00 1ª giornata | Slagelse Wolfpack | 22 – 20 referto | Kronborg Knights | Bag Slagelse Svømmehal |

| Copenaghen 27 aprile 2013, ore 14:00 3ª giornata | USG Cougars | 6 – 14 referto | Slagelse Wolfpack | Valby Idrætspark |

| Tisvilde 12 maggio 2013, ore 14:00 5ª giornata | Tisvilde Bulls | 28 – 34 referto | Slagelse Wolfpack | Idrætsanlægget i Tisvilde |

| Slagelse 26 maggio 2013, ore 14:00 7ª giornata | Slagelse Wolfpack | 34 – 18 referto | Næstved Vikings | Bag Slagelse Svømmehal |

| Kalundborg 1º giugno 2013, ore 14:00 8ª giornata | Kalundborg Mustangs | 44 – 13 referto | Slagelse Wolfpack | Rynkevangsskolens boldbane |

| Slagelse 9 giugno 2013, ore 15:00 9ª giornata | Slagelse Wolfpack | 13 – 38 referto | Herlev Rebels II | Bag Slagelse Svømmehal |

| Slagelse 29 giugno 2013, ore 14:00 12ª giornata | Slagelse Wolfpack | 50 – 0 (a tavolino) referto | Amager Demons II | Bag Slagelse Svømmehal |

| Slagelse 10 agosto 2013, ore 14:00 14ª giornata | Slagelse Wolfpack | 16 – 33 referto | USG Cougars | Bag Slagelse Svømmehal |

| Kastrup 1º settembre 2013, ore 14:00 17ª giornata | Amager Demons II | 24 – 6 referto | Slagelse Wolfpack | Bag Amagerhallen |

| Helsingør 15 settembre 2013, ore 14:00 19ª giornata | Kronborg Knights | 35 – 0 (a tavolino) referto | Slagelse Wolfpack | Knights Stadion |

## Statistiche di squadra
| Competizione      | %Vittorie | In casa | In casa | In casa | In casa | In casa | In casa | In trasferta | In trasferta | In trasferta | In trasferta | In trasferta | In trasferta | Totale | Totale | Totale | Totale | Totale | Totale |
| Competizione      | %Vittorie | G       | V       | N       | P       | Pf      | Ps      | G            | V            | N            | P            | Pf           | Ps           | G      | V      | N      | P      | Pf     | Ps     |
| ----------------- | --------- | ------- | ------- | ------- | ------- | ------- | ------- | ------------ | ------------ | ------------ | ------------ | ------------ | ------------ | ------ | ------ | ------ | ------ | ------ | ------ |
| Stagione regolare | .500      | 5       | 3       | 0       | 2       | 135     | 109     | 5            | 2            | 0            | 3            | 67           | 137          | 10     | 5      | 0      | 5      | 202    | 246    |
| Totale            | .500      | 5       | 3       | 0       | 2       | 135     | 109     | 5            | 2            | 0            | 3            | 67           | 137          | 10     | 5      | 0      | 5      | 202    | 246    |